# سفينة حلم العالم
سفينة حلم العالم هي سفينة سياحية تديرها دريم كروزز. تم تصميم السفينة لسوق الرحلات البحرية الآسيوية ولديها عدد كبير من المطاعم جنبًا إلى جنب مع كازينو وكبائن مصممة خصيصًا. تم تسميتها رسميًا في 17 نوفمبر 2017 من قبل سيسيليا ليم، زوجة الرئيس التنفيذي لشركة جينتينج لیم کوك تاي، التي أصبحت عرابة السفينة.

## التاريخ

### البناء والخدمة
تم طلب السفينة في فبراير 2014 لـشركة ستار للرحلات البحرية تم وضعها في 29 يوليو 2015، وتم إطلاقها في 26 أغسطس 2017 واكتملت في 26 أكتوبر 2017.

### الحجر الصحي بسبب فيروس كورونا
تم تأكيد إصابة ثلاثة ركاب بمرض فيروس كورونا على متن السفينة خلال 19-24 يناير 2020 خلال فترة الوباء . في 5 فبراير 2020، تم وضع جميع الركاب البالغ عددهم 3800 وطاقم السفينة تحت الحجر الصحي على متن السفينة في محطة كاي تاك للسفن السياحية في هونغ كونغ بعد أن أغلقت تايوان ميناء الاتصال في كاوشيونغ. اعتبارًا من 7 فبراير 2020 كانت عمليات فحص من كانوا على متنها جارية. ورفع الحجر الصحي في 9 فبراير بعد أن فحص جميع الركاب والطاقم وعدم ثبوت إصابتهم.